# Daniel Samonas
 (septembre 2015).
Si vous disposez d'ouvrages ou d'articles de référence ou si vous connaissez des sites web de qualité traitant du thème abordé ici, merci de compléter l'article en donnant les références utiles à sa vérifiabilité et en les liant à la section « Notes et références ».
Daniel Nicholas Patrick Samonas (né le 7 mars 1990) est un acteur canadien.

## Biographie
D'origine grecque et irlandaise, Samonas est né à Toronto, en Ontario, mais a déménagé avec sa famille à Coral Springs, en Floride, quand il avait 11 ans. Il a commencé le mannequinat à 11 ans. Il s'est lancé ensuite dans le théâtre. Son premier rôle était dans Éphraïm. Après quoi il a joué dans plusieurs autres films, jusqu'à ce qu'il apparaisse dans la série télévisée Tout le monde déteste Chris.
En 2006, il a passé le casting pour le premier épisode de Enemies sur ABC. Il est ensuite apparu dans des séries telles que Zoey 101 ou Hannah Montana. Il prête sa voix à Teo dans Avatar, le dernier maître de l'air.
En 2006, il a été choisi pour jouer dans Last Days of Summer
En 2008, il a fait une apparition dans iCarly dans le rôle de Doug Toder, ennemi de Freddie, avant d’apparaître plusieurs fois dans Les Sorciers de Waverly Place, sur Disney Channel.
Aujourd'hui, il vit à Los Angeles.

## Filmographie

### Cinéma
- 2004 : Pizza Palace : Peter
- 2005 : Hitters Anonymous : Young Charlie
- 2005 : Little Men : Darren
- 2005 : Murder on the Border : Boy at Border
- 2006 : Love and Debate : Mark
- 2008 : The Least of These : Stephen
- 2010 : Monster Heroes : Cheerleader Smelly
- 2010 : Downstream : Lugosi
- 2012 : Destiny Road : Johnny
- 2013 : Brother's Keeper : Gordon Leemaster

### Courts-métrages
- 2004 : Ephraim
- 2006 : My Struggle
- 2006 : Stronger Than Daylight
- 2007 : In Pursuit of Woody Allen
- 2009 : Coach Shane
- 2010 : I Owe My Life to Corbin Bleu

### Télévision

#### Séries télévisées
- 2005 : Tout le monde déteste Chris : Ernie D
- 2005-2007 : Avatar, le dernier maître de l'air : Teo
- 2006 : All of Us (en) : Ross
- 2006 : Enemies : Young Sean Graham
- 2006 : Hannah Montana : Josh
- 2006 : Zoé : Daniel James
- 2007 : Urgences : Finn Andrews
- 2007-2008 : Entourage : Tommy
- 2008 : FBI : Portés disparus : Joe Chippelle
- 2008 : Les Experts : Manhattan : Clark Robertson
- 2008 : iCarly : Doug Toder
- 2008-2010 : Les Sorciers de Waverly Place : Dean Malone / Dean Moriarty

#### Téléfilms
- 2007 : Le Dernier Jour de l'été (en) : Meat